# Ложный когтеносец
Ложный когтеносец (лат. Pseudhymenochirus merlini) — вид земноводных семейства пиповых, обитающий в Западной Африке. Является единственным представителем рода Pseudhymenochirus. Встречается в южной Гвинее-Бисау, западной Гвинее и южной Сьерра-Леоне.

## Таксономия и эволюция
Род Pseudhymenochirus ранее также считался подродом Hymenochirus, хотя географически он сильно отдалён от этого рода. В любом случае, эти два рода, вероятно, являются сестринскими группами.
У большинства видов семейства Pipidae производство звука происходит без внешне видимых движений боков или горла и основано на ином механизме, чем у бесхвостых амфибий в целом. Это интерпретируется как адаптация к их водному образу жизни. Однако среди бесхвостых амфибий Hymenochirus, по-видимому, является исключением, и производство звука основано на движении воздуха более традиционным для бесхвостых амфибий образом. Тем не менее молекулярный и морфологический анализы показывают, что производство звука у Hymenochirus является эволюционным новшеством, которое представляет собой возврат к предковому состоянию производства звука с помощью воздуха.

## Среда обитания и охрана
Преимущественно водная амфибия, обитающая в затенённых водоёмах, например, в стоячих водоёмах в низинных лесах и сельскохозяйственных угодьях, а также в небольших, очень медленно текущих каменистых ручьях. Избегает водоемов с большим количеством рыбы. Может колонизировать новые водоёмы, мигрируя по суше.
Многочисленный вид. Местные жители употребляют её в пищу, что представляет для вида некоторую угрозу. Также вырубка затеняющих деревьев и интродуцированные хищные рыбы могут локально оказывать негативное влияние, но в целом этот вид не находится под угрозой.